# Cereus spegazzinii
Cereus spegazzinii là một loài thực vật có hoa trong họ Cactaceae. Loài này được F.A.C.Weber mô tả khoa học đầu tiên năm 1899.

## Hình ảnh

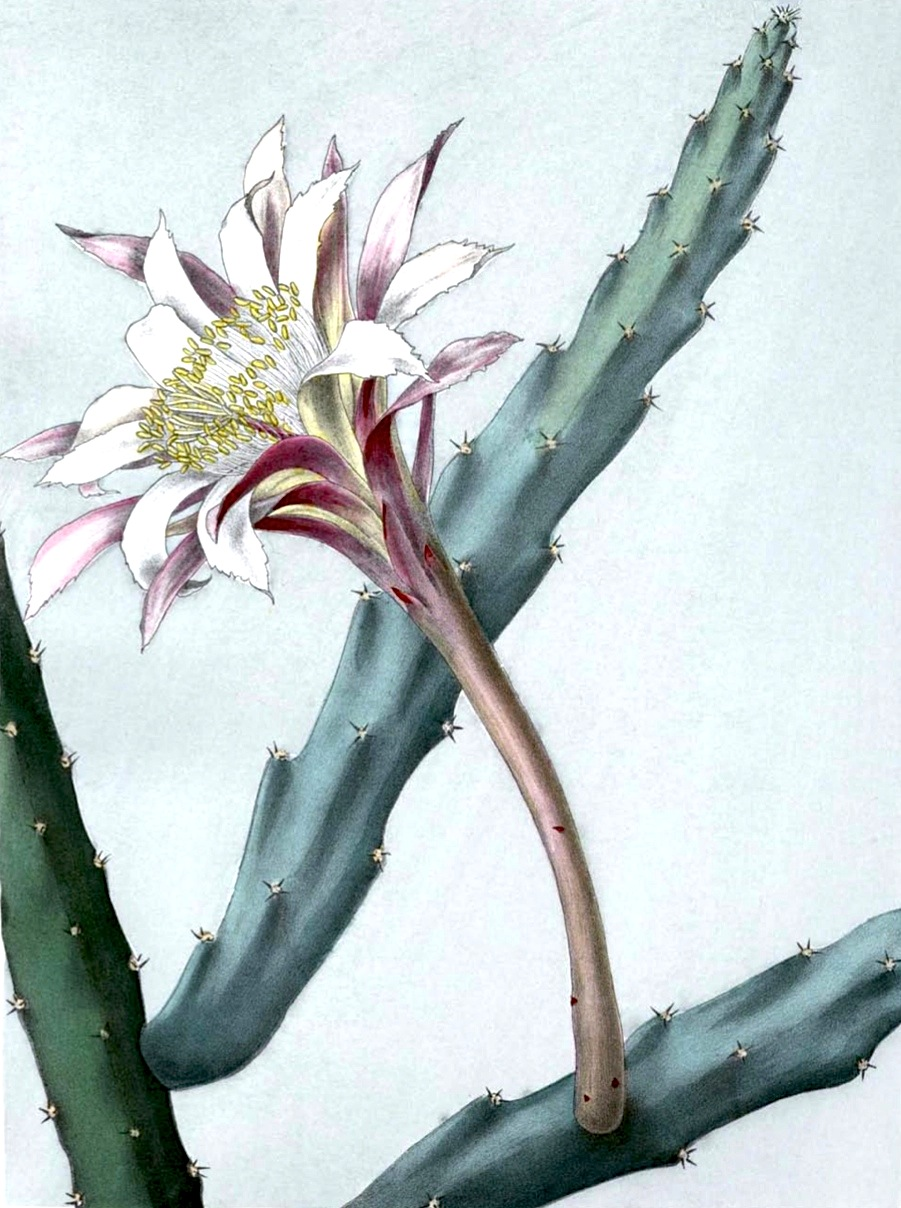
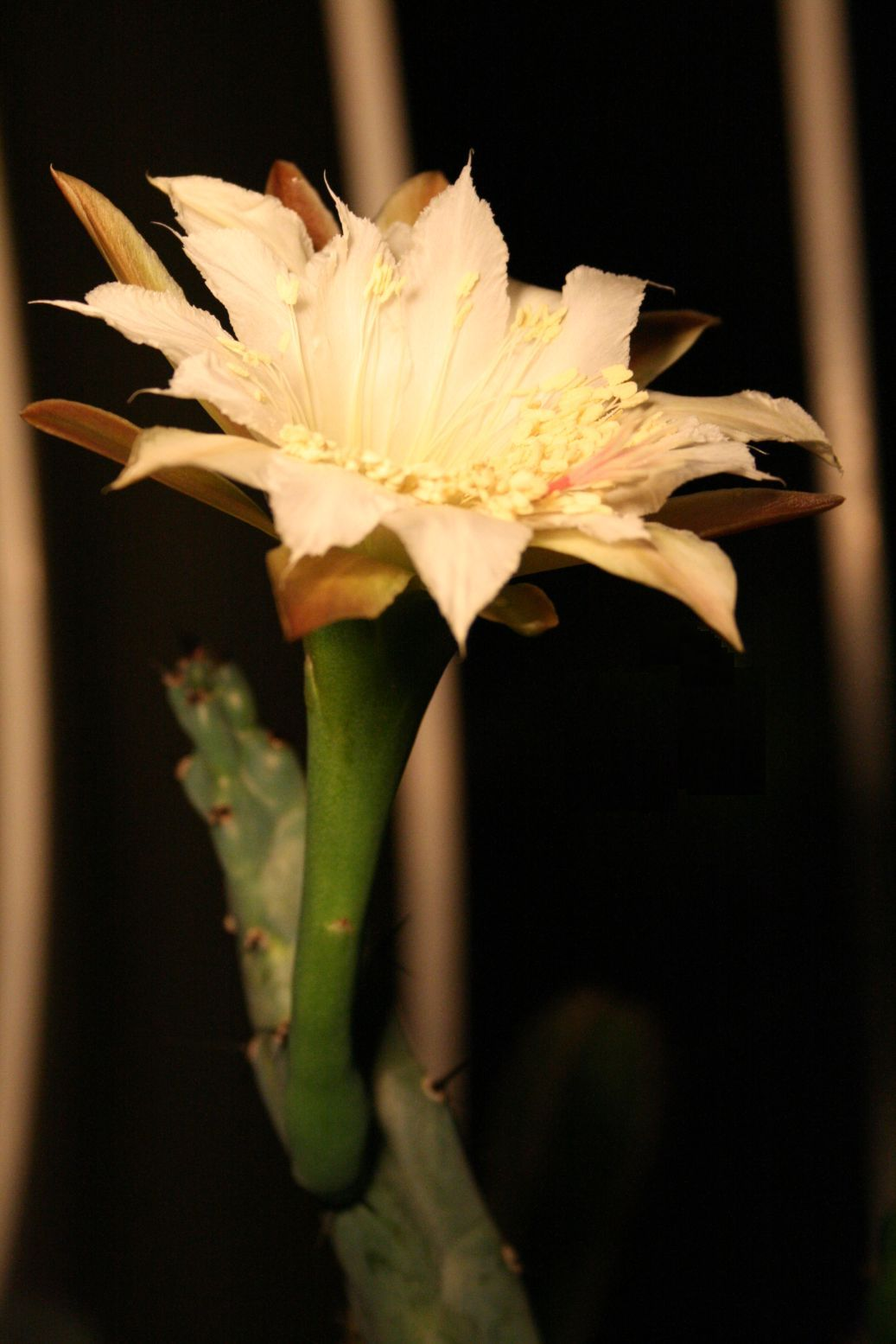
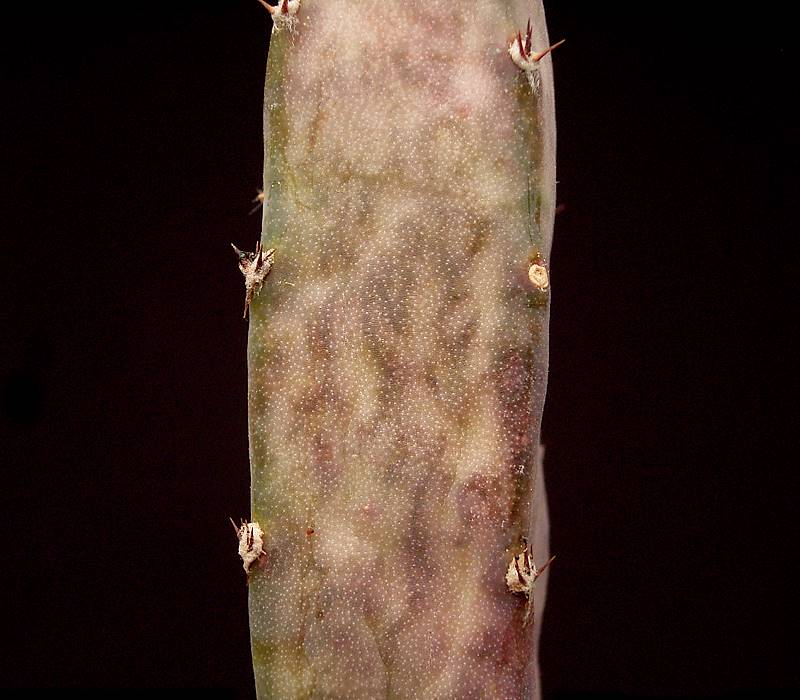